# Rocková opera
Rocková opera je v populární hudbě žánrově vyprofilovaná hudební kompozice vzniklá během druhé poloviny 60. let 20. století.
Kompozičně je někde uprostřed opery a operety. S operou ji spojují složité a delší skladby a dělení na dějství. S operetou zase skladby kratší, zapamatovatelné zpěvné melodie, tzv. hitovky, či krátké textové předěly.
Od muzikálu ji odlišuje absence delších textových předělů, slovních vstupů nebo komentářů. Do rockové opery se řadí všechny opery vznikající v kytarovém zpracovaní. Typickou žánrovou odnoží je metalová opera.

## Příklady

### Rocková alba považovaná za rockové opery
- The Who – Tommy (1969)
- The Who – Quadrophenia (1973)
- Genesis – The Lamb Lies Down on Broadway (1974)
- Queen – A Night at the Opera (1975)
- Pink Floyd – The Wall (1979)
- Queensrÿche – Operation: Mindcrime (1988)
- W.A.S.P. – The Crimson Idol (1992)
- Green Day – American Idiot (2004)

### Nejznámější hudební projekty
- James Rado, Gerome Ragni a Galt MacDermot, Hair (1967)
- Tim Rice a Andrew Lloyd Webber, Jesus Christ Superstar (1970)
- Tim Rice a Andrew Lloyd Webber, Evita (1976)
- Jonathan Larson, Rent (1996) (zmodernizovaná interpretace opery La Bohème od Giacoma Pucciniho)

## Další země

### Česko
- Progres 2 – Dialog s vesmírem (premiéra 1978, vydáno 1980)
- The Plastic People of the Universe – Pašijové hry velikonoční (nahráno 1978, vydáno 1980)
- RockOpera Praha – Antigona (2006)
- RockOpera Praha – Oidipus Tyranus (2009)
- RockOpera Praha – 7 proti Thébám (2012)
- RockOpera Praha – Romeo & Julie (2013)
- RockOpera Praha – Faust (2014)
- RockOpera Praha – Anna Karenina (2015)
- RockOpera Praha – Proces (2016)

### Slovensko
- Cyrano z predmestia (1977)

### Sovětský svaz
- Orfeus a Eurydika (1975) Alexandr Žurbin / Jurij Dimitrin
- Hvězda a smrt Joaquina Murieta (1975) Alexej Rybnikov / Pavel Gruško
- Juno a Avos (1980) Alexej Rybnikov / Andrej Vozněsenskij

### Maďarsko
- Evangelium o Marii (1991) László Tolcsvay / Müller Péter
- Král Štěpán (1983) Levente Szörényi / Bródy János